# Jennifer Palm Lundberg
Jennifer Palm Lundberg (Sigtuna, 28 aprile 1986) è una modella svedese, eletta Miss Mondo Svezia 2008 l'8 settembre 2007.
In realtà la Lundberg psi era piazzata al quarto posto nel concorso, ma aveva rilevato il titolo quando la vincitrice originale, Amanda Ulfdotter, era stata licenziata e la seconda e la terza classificata avevano declinato la possibilità di ottenere il titolo per alcune incomprensioni relative al contratto di vittoria.
In qualità di vincitrice di tale titolo, ha ottenuto la possibilità di rappresentare la Svezia a Miss Mondo 2008 a Johannesburg, in Sudafrica il 13 dicembre 2008.
Durante l'anno di regno, la Lundberg ha collaborato con numerose organizzazioni umanitarie, ed in particolar modo con quelle che si occupano di anoressia nervosa e bulimia, e con altre che si occupano dei diritti degli animali.